# 甘孜格萨尔机场
甘孜格萨尔机场是一个中国机场，位于四川省甘孜藏族自治州甘孜县来马镇和德格县错阿镇交界处，是甘孜藏族自治州第三个民用机场。机场距离甘孜县约52公里，距德格县约152公里。甘孜格萨尔机场是世界上海拔第五高的机场。

## 建设历程
2014年2月25日，甘孜格萨尔机场项目预可行性研究报告通过专家评审。
2015年10月9日，甘孜州格萨尔机场项目获国家发改委通过。
2015年12月23日，机场正式获批立项。
2017年6月，机场正式开工。
2018年12月28日，机场顺利完成飞行校验，各项指标均符合相关行业要求。
2019年6月13日，机场进行了为期一天的验证试飞，各项试飞任务科目圆满完成。
2019年8月28日，机场航站楼交付仪式举行，标志着历时两年多修建的格萨尔机场落成并验收合格，满足通航的所有必备条件。
2019年9月16日，机场正式通航。

## 机场情况
机场海拔高度4068米，为高高原民用支线机场，有一根长度4000米的跑道，配有一座面积3000平方米的航站楼。机场飞行区等级4C，能够满足空中客车A319、波音737飞机起降要求。机场按照满足目标年2025年旅客吞吐量50万人次、年货邮吞吐量660吨设计，整个航站区以格萨尔文化主题为建筑风格，具有浓厚的地域文化特色。
由于格萨尔机场高海拔的特点，机场航站楼专门加设供氧设施，通过遍布全楼的200余个弥散式喷头为航站楼各个角落输送氧气，通过110多个“制氧云盒”调节室内含氧量，保障乘机人员尤其是过站停留、延误等候、过夜休息等人员不受低氧环境影响。

## 航空公司与航点
2025年度夏秋航班计划（3月30日至10月25日），机场运营航线4条，通航城市4个。
| 航空公司       | 目的地    |
| -------------- | --------- |
| 四川航空（3U） | 成都/天府 |